# NGC 1423
NGC 1423 é uma galáxia espiral barrada (SB?) localizada na direcção da constelação de Eridanus. Possui uma declinação de -06° 22' 54" e uma ascensão recta de 3 horas, 42 minutos e 40,1 segundos.
A galáxia NGC 1423 foi descoberta em 31 de Outubro de 1886 por Lewis A. Swift.